# Tajna Armia Polska
Tajna Armia Polska (TAP) – polska organizacja konspiracyjna działająca w latach 1939–1940.

## Geneza
TAP utworzona została 9 listopada 1939 przez połączenie dwóch grup konspiracyjnych: Jana Dangla i Jana Włodarkiewicza. Organizacja kierowana przez Jana Dangla działała w Warszawie i liczyła ok. 300 członków, wywodzących się głównie ze środowiska studentów Szkoły Głównej Handlowej. Organizacja założona przez Jana Włodarkiewicza, przy współpracy m.in. z Witoldem Pileckim, grupowała głównie wojskowych (w tym wielu oficerów zawodowych) oraz działaczy społecznych związanych z chrześcijaństwem.
W połowie listopada założyciele nowej organizacji, dla której przyjęto nazwę Tajna Armia Polska, złożyli przysięgę na ręce ks. Jana Ziei według uzgodnionego wcześniej wspólnego tekstu oraz wybrali pierwsze władze:
- komendant: mjr Jan Włodarkiewicz (ps. "Darwicz")
- inspektor organizacyjny: ppor. Witold Pilecki (ps. "Witold")
- zastępca inspektora organizacyjnego: Jan Dangel (ps. "Smoleński")

## Struktura organizacyjna
Szybki rozwój organizacyjny sprawił, że w lutym 1940 struktura TAP przedstawiała się następująco:

### Komenda
Komendant
- mjr Jan Włodarkiewicz (ps. "Darwicz")

Adiutanci
- ppor. rez. Zygmunt Konrad Nowakowski (do maja 1940)
- pchor. Remigiusz Niewiarowski
- ppor. Wacław Micuta (do marca 1940)

Sekretariat
- kierowniczka
  - Janina Dal Trozzo-Pieńkowska (ps. "Janina", "Teresa")
- łączniczki
  - Zofia Chłapowska
  - Irena Chojnoska
  - Krystyna Kunert
  - Maria Paliszewska (ps. "Maryjk")

Sztab Główny
- szef sztabu 
  - ppor. rez. Witold Pilecki (ps. "Witold"); do maja 1940
  - ppłk inż. Władysław Tadeusz Surmacki (ps. "Stefan")
- Zawiązek Oddziału I (organizacyjno-mobilizacyjnego):
  - p.o. szefa – ppor. rez. Witold Pilecki (ps. "Witold") do sierpnia 1940
  - mjr Andrzej Grochowski (ps. "Florian");
    - z-ca szefa – Jan Dangel (ps. "Smoleński").
- Zawiązek Oddziału II (informacyjno-wywiadowczego):
  - szef wywiadu – Stanisław Roman Dangel (ps. "Salish"); od wiosny 1940 Tadeusz Dobrowolski (ps. "Profesor", "Aleksander");
  - szef kontrwywiadu – Jerzy Skoczyński (ps. "Bartek") ur. 02.08.1906r. zmarł w Tychach 23.10.1966r. w 1995r. pochowany Szamotułach;
  - kierownik komórki legalizacyjnej – mjr rez. Eugeniusz Zaturski (ps. "Lux");
  - skrytki konspiracyjne – Stanisław Furmańczyk (ps. "Stanisław", "Urban").
- Zawiązek Oddziału III (wyszkoleniowo-operacyjnego):
  - szef – ppłk Władysław Tadeusz Surmacki (ps. "Stefan");
  - szef wyszkolenia – por. rez. Andrzej Czajkowski (ps. "Bene");
  - szef łączności – ppor. rez. Kazimierz Malinowski (ps. "Wroński");
  - szef saperów – NN
- Zawiązek Oddziału IV (zaopatrzenia i służb specjalnych):
  - dział finansowy – Zygmunt Ważyński
  - uzbrojenie – Witold Pilecki (ps. "Witold")
  - zaopatrzenie – Maciej Rosiak
  - duszpasterstwo – ks. Jan Zieja
  - służba zdrowia – dr Władysław Dering
  - zaopatrzenie sanitarne – Stanisław Roman Dangel (ps. "Salish")

### Struktura terenowa (sierpień 1940)
Stany liczebne według raportów organizacyjnych (sierpień 1940)
- Okręg I Warszawa Miasto
  - stan: 10 000
  - komendant: mjr Zygmunt Bohdanowski (ps. "Bohdan")
- Okręg II Warszawa Województwo
  - stan: 952
  - komendant: mjr Stanisław Mirecki (ps. "Butrym")
- Okręg III Warszawa II-A (tereny poza GG)
  - stan: 4050
  - komendant: Jan Włodarkiewicz (ps. "Darwicz")
- Okręg IV Siedlce
  - stan: brak danych
  - komendanci: kpt. Stefan Eljasiński (ps. "Jasiński"); od marca 1940 por./kpt. Wacław Wągrowski (ps. "Malicki", "Gałązka")
- Okręg V Lublin
  - stan: 1479
  - komendant: NN (ps. "Maciej")
- Okręg VI Kielce
  - stan: – ponad 1100
  - komendanci: rtm. Janusz Poziomski (aresztowany); od marca 1940 Jan Wojciech Lipczewski (ps. "Wojtek")

Łącznie w połowie 1940 TAP liczyła prawdopodobnie ok. 19 000 członków, w tym co najmniej 129 oficerów i podchorążych oraz 323 podoficerów, zorganizowanych, zgodnie z wojskowym charakterem organizacji, w plutony, kompanie i bataliony.

## Założenia ideowo-polityczne
TAP była organizacją o charakterze przede wszystkim wojskowym. O jej obliczu ideowym decydowało odwoływanie się do chrześcijaństwa i idei narodowej. Pod względem politycznym deklarowała lojalność wobec rządu na uchodźstwie, nie uznając jednocześnie mandatu gen. Karaszewicza-Tokarzewskiego do reprezentowania tego rządu. Należała do Centralnego Komitetu Organizacji Niepodległościowych kierowanego przez Ryszarda Świętochowskiego, a następnie do Komitetu Porozumiewawczego Organizacji Niepodległościowych.
Już na początku działalności TAP zdecydowano o konieczności utworzenia organizacji będącej jej ideowo-polityczną nadbudową. Organizacja ta ukonstytuowała się ostatecznie w końcu pierwszego kwartału 1940 i nosiła nazwę "Znak".

## Działalność
Od początku istnienia TAP w centrum zainteresowania jej komendanta znajdował się wywiad. Sieć wywiadowcza, zorganizowana przez Stanisława Romana Dangla a rozbudowana przez Tadeusza Dobrowolskiego, zajmowała się przede wszystkim obserwacją szlaków komunikacyjnych, zbieraniem informacji o produkcji przemysłowej na rzecz wojska, gromadzeniem wiadomości o działaniach represyjnych okupanta oraz o nastrojach społeczeństwa polskiego. Do jej zadań należało także tworzenie kartoteki osób współpracujących z okupantem. Przy jego realizacji niezwykle pomocna okazała się siatka wywiadowcza zorganizowana wśród granatowych policjantów.
Do zadań komórki kontrwywiadu należała obserwacja kadry kierowniczej, nadzorowanie bezpieczeństwa miejsc spotkań, punktów kontaktowych i skrzynek (w tym wykonywanie skrytek) oraz obserwowanie działalności innych organizacji konspiracyjnych.
Duże osiągnięcia miała komórka legalizacji. Dzięki współpracy z różnymi instytucjami (Zarząd Miejski w Warszawie, Zakład Ubezpieczeń Społecznych, Biuro Ewidencji Ludności i in.) mogła produkować fałszywe dowody tożsamości, dokumenty zatrudnienia i inne, niezbędne w pracy konspiracyjnej. Komórka ta dostarczała również dokumenty ułatwiające podróż do granicy, przeznaczone dla osób, które zdecydowały się na dotarcie do wojska polskiego we Francji. TAP zorganizował przerzut na Węgry kilkudziesięciu takich osób.
Rozpoczęto również tworzenie oddziałów dywersyjnych. Pierwszy taki oddział zorganizowano w Okręgu Lublin. Został on uzbrojony, przeszkolony i jesienią 1940 osiągnął gotowość do prowadzenia działań sabotażowo-dywersyjnych.
W sierpniu 1940, po aresztowaniu ppłk. Władysława Surmackiego i dr. Władysława Deringa, odbyła się odprawa ścisłego kierownictwa TAP, na której pojawił się pomysł, by ktoś przedostał się do obozu w Oświęcimiu i zbadał możliwość odbicia bądź zorganizowania ucieczki aresztowanych. Do misji tej zgłosił się na ochotnika Witold Pilecki. Zrealizował on swój zamiar 19 września 1940, kiedy pozwolił się aresztować w mieszkaniu przeszukiwanym przy okazji ulicznej łapanki. W obozie nawiązał kontakt z więzionymi tam członkami TAP: Władysławem Surmackim, Władysławem Deringiem, Janem Danglem, Stanisławem Maringe i innymi. Założyli oni organizację konspiracyjną, Związek Organizacji Wojskowej, który utrzymywał kontakt z Warszawą.

## Wydawnictwa
TAP i "Znak" posiadały wspólną komórkę wydawniczą, którą kierował Jerzy Wesołowski. Funkcję kierowniczki kolportażu pełniła Maria Poniatowska (ps. "Ewa"). Od początku grudnia 1939 wydawano komunikaty radiowe, natomiast od sierpnia 1940 ukazywało się przeznaczone dla żołnierzy TAP pismo "Biuletyn Żołnierski". Do osób cywilnych związanych z TAP skierowany był z kolei dwutygodnik "Znak Ziemi".

## Dalsze losy
Po klęsce działalności CKON i KPON Tajna Armia Polska przystąpiła wiosną 1940 r. do negocjacji w sprawie utworzenia wspólnej organizacji jednoczącej działania współpracujących dotąd grup konspiracyjnych o zbliżonym obliczu ideowym. Powstała ona 28 września 1940 r. pod nazwą Konfederacja Narodu. Jednym z inicjatorów jej utworzenia był kierujący TAP Jan Włodarkiewicz.
W styczniu 1941 r. Wojskowe Oddziały Skonfederowane KN zostały wydzielone w odrębny pion wojskowy, który otrzymał nazwę Konfederacji Zbrojnej. Członkowie TAP zasilili szeregi KZ, a Jan Włodarkiewicz stanął na jej czele. We wrześniu 1941 Konfederacja Zbrojna scaliła się ze Związkiem Walki Zbrojnej. Wielu byłych członków TAP przeszło do pracy w "Wachlarzu", którego Włodarkiewicz został komendantem.